# 萊莎的鍊金工房 ～常闇女王與秘密藏身處～
《萊莎的鍊金工房 ～常闇女王與秘密藏身處～》是由光榮特庫摩旗下Gust團隊所製作的角色扮演遊戲。發行平台為任天堂Switch、PlayStation 4版本於2019年9月26日上架。Microsoft Windows版本於2019年10月29日透過Steam、DMM GAMES网站上架，本作支援中文同步發售。
以鍊金術為題材的「鍊金工房系列」的第21款正傳作品。對上的作品為系列週年紀念作品《奈爾克與傳說之鍊金術士們～新大地之鍊金工房～》以及第20款正傳作品的《露露亞的鍊金工房》為故事亞蘭德系列的第四作。
本作為一款全新系列作品，是次系列作品《萊莎的鍊金工房》以主角萊莎為系列命題中心。本作以主角萊莎為視點出發，圍繞著她與好友在從小成長村落出發，踏上探索未觸及的繽紛世界與她對鍊金術的探求作為成長經歷。本作的角色設計師是由自由插畫家Toridamono擔任，是首次為本系列作品擔任角色設計。

## 遊戲系統
與本作副標題相關的「秘密藏身處」，當萊莎與同伴隨著冒險及故事發展到一定程度時，就可以使用作為萊莎與同伴的據點。除了可以關於鍊金術相關的調合外，還可以隨玩家喜好變動秘密藏身處的內部裝設與據點的外觀。根據不同種類的零件有部分能夠提升使用角色的狀態，在冒險時得到更好的應對。

## 角色

### 冒險一行角色
萊莎琳·斯托特（Reisalin Stout，聲：野口百合）
本作主角，其簡稱為萊莎。官方說明為平凡的少女，沒有特徵也是特徵。為人以義不容辭見稱，對認定不正確的事絕不輕易妥協，其行動略為男子氣愛好自由奔放的性格。
科洛蒂婭·巴蘭茨（Klaudia Valentz，聲：大和田仁美）
商人家庭的千金小姐，搬到萊莎所居住的村落不久。長年與行商的父親旅行遷移，苦惱難以找到知己朋友。為人對人個性溫柔和善，但很有主見及判斷力，甚至在必要時可以作出相當有膽識的行動。
蘭托·馬斯林克（Lent Marslink，聲：寺島拓篤）
與塔奧及萊莎自幼認識的青梅竹馬，因過去發生一些事故，以遭受不少村落的人冷落，因此想建立偉業成就使人另眼相看。為人看似隨性所好，但非常重視友誼及行善重情之人，明辨善惡是非。從幼認識就擔當著阻止萊莎作出忽發其想荒唐行動的角色。
塔奧·蒙伽特恩（Tao Mongarten，聲：近藤唯）
與蘭托及萊莎自幼認識的青梅竹馬，經常手拿自家地下書庫古書堅持努力解讀，在村落中視為愛讀難懂古書的怪人。為人不善於應酬交際，個性較為膽小但對於朋友絕不會不義及置身事外，有需要時必會出手相助。
安佩爾·沃爾默（Empel Vollmer，聲：野島裕史）
某日到訪拉森博登村，身心受創的流浪鍊金術士，對遺跡探求相當熱衷，自此每天到訪調查。 從外觀看似年輕卻帶有不思議的威嚴感，曾經發生某種事故導致不能使用高度鍊金術。
莉拉·德西亞斯（Lila Decyrus，聲：照井春佳）
某日與安佩爾一同到訪拉森博登村，帶有神秘感的流浪女戰士。個性沉實冷靜說話較為冷淡，擁有極高的戰鬥技巧，與萊莎相遇後，教導他們一行人面對冒險時實戰技巧。

### 其他角色
呂貝爾特·巴蘭茨（Lubart Valentz，聲：濱田賢二）
科洛蒂婭的父親。商人。因經商之故四處旅行。對女兒有點過度保護的心態。
博斯·布倫嫩（Bos Brunnen，聲：阿座上洋平）
莫里茨·布倫嫩（Moritz Brunnen，聲：竹內良太）
郎巴·多恩（Lumber Dorn，聲：落合福嗣）
吉洛·夏伊娜斯（Kilo Shiness，聲：三上枝織）
阿佳特·哈曼（Agatha Harmon，聲：淺野真澄）
卡爾·斯托特（Karl Stout，聲：綠川光）
萊莎的父親。
米奧·斯托特（Mio Stout，聲：永島由子）
萊莎的母親。
薩穆爾·馬斯林克（Samuel Marslink，聲：松山鷹志）
羅密·沃格爾（Romy Voler，聲：長久友紀）
弗雷薩（Fressher，聲：谷嶋駿溫）

## 开发
游戏主题曲为《虹色之夏》，由神田沙也加演唱，遊戲片尾曲《Crocus》由羅西（ROXI CHEN）演唱。

## 出版書籍
漫畫
| KADOKAWA      | KADOKAWA               | 台灣角川      | 台灣角川               |
| 發售日期      | ISBN                   | 發售日期      | ISBN                   |
| ------------- | ---------------------- | ------------- | ---------------------- |
| 2022年4月19日 | ISBN 978-4-04-733594-3 | 2024年3月14日 | ISBN 978-626-378-683-7 |

## 電視動畫
2023年3月19日，官方在《鍊金工房》系列25周年紀念節目第5回上宣布本作將改編為電視動畫並公開了PV和部分製作信息，宣布將於3月25~26日舉辦的“AnimeJapan 2023”上公布新消息，计划于2023年夏季播出，5月13日宣布7月1日開播。

### 製作人員
- 原作：光榮特庫摩遊戲
- 導演：
- 系列構成：高橋彌七郎
- 人物設定：下谷智之
- 動畫製作：LIDENFILMS

### 主題曲
片頭曲
作詞、作曲：春卷飯，主唱：三月的Phantasia
片尾曲
編曲、主唱：Awkmiu，作詞：，作曲：、Awkmiu
插曲（第1話）
作詞、作曲、編曲：水上浩介，主唱：萊莎琳·斯托特（野口百合）

### 各話列表
| 話數 | 日文標題 | 中文標題         | 劇本       | 分鏡              | 演出                | 作畫監督 | 總作畫監督                          | 首播日期      |
| ---- | -------- | ---------------- | ---------- | ----------------- | ------------------- | --- | ----------------------------------- | ------------- |
| #01  |          | 鍊金術士         | 高橋彌七郎 | 楪艾瑪、 坂本一也 | 楪艾瑪、 山本隆太   | 伊藤悠太、、 柑原豆真、佐藤友子、 齊藤茉利、鈴木良子、 星野真澄、阿部安佳里、 佐藤愛架、、 重國浩子、北島勇樹、 西願宏子、三橋妙子、 松本綠、太田宣貴、 安西俊之、角田茉央、 橋本純一 | 松岡謙治、 西尾淳之介、 、 西道拓哉 | 2023年 7月1日 |
| #02  |          | 首先邁出第一步   | 高橋彌七郎 | 齋賀春伽          | 齋賀春伽、 坂本一也 | 坂本一也、芳我惠理子、 國光奈奈、柑原豆真、 細田沙織、伊藤悠太、 安西俊之、角田茉央、明光                                                                                             | 西尾淳之介                          | 7月8日        |
| #03  |          | 回憶的香氣       | 仲村南     |                   | 小野勝吾            | 西道拓哉、成松義人、 北島勇樹、、 鐮田均、林奈緒子、 松本綠、安西俊之、 角田茉央、鈴木良子、 光之園動畫、                                                                             | 下谷智之、 松岡謙治、 、            | 7月15日       |
| #04  |          | 水沒坑道         | 高橋彌七郎 | 飯田崇            | 高田美里、 川奈可奈 | 大原大、佐藤友子、 柑原豆真、松村康功、 井元一彰、橋本純一、 安西俊之、角田茉央、 鈴木良子、梅田香                                                                                    | 西尾淳之介、 、 下谷智之            | 7月22日       |
| #05  |          | 最棒的發想       | 富田賴子   | 川畑喬            | 鳥羽聰              | 北島勇樹、舛館俊秀、 安西俊之、角田茉央、 阿部安佳里、佐藤愛架、 齋藤梢、mika、 | 松岡謙治、 西尾淳之介、 、 下谷智之 | 7月29日       |
| #06  |          | 打造秘密藏身處   | 仲村南     | 黑田健司          | 藤代和也            | 清水勝祐、山口光紀、 和田賢人、mika、 光之園動畫 | 、 西尾淳之介                       | 8月5日        |
| #07  |          | 科洛蒂婭的勇氣   | 富田賴子   | 远藤彻哉          | 远藤彻哉            | 阿部安佳里、伊藤悠太、 柑原豆真、佐藤愛架、 清水勝祐、、 藤田正幸、細田沙織、 松村康功                                                                                                | 松岡謙治、                          | 8月12日       |
| #08  |          | 鍊金術就是爆炸！ | 高橋彌七郎 | 中野涼子          | 山本隆太            | 斎藤梢、mika、 山口光紀、重国浩子、 大原大、細田沙織、 藤田正幸、鞠野黄英、 江本正弘、柑原豆真                                                                                        | 西尾淳之介                          | 8月19日       |
| #09  |          | 最後的任務       | 富田賴子   | 飯田崇            | 水本葉月、 臼井文明 | 三橋妙子、太田貴宣、 前原薰、清水勝祐、 山下悠貴、小野田貴之、 內野明雄、藤田正幸、 、柑原豆真、 光之園動畫                                                                           | 松岡謙治、 古谷梨繪、               | 8月26日       |
| #10  |          | 追上討伐隊       | 高橋彌七郎 | 秋山朋子          | 高田美里            | 中野良一、、 西道拓哉、伊藤悠太、 寺尾憲治、柑原豆真、 池田步、太田宣貴、 三橋妙子、森田實、 橋本純一、mika                                                                           | 西尾淳之介、                        | 9月2日        |
| #11  |          | 古城的決戰       | 高橋彌七郎 | 黑田健司          | 鳥羽聰              | 中村岳志、若山政志、 和田賢人、內野明雄、 、山口光紀、 柑原豆真、清水勝祐、 齋藤梢、橋本純一、 大原大                                                                                 | 松岡謙治、 西尾淳之介、             | 9月9日        |
| #12  |          | 逐漸改變的日常   | 高橋彌七郎 | 坂本一也          | 遠藤徹哉            | 中野良一、mika、 古谷梨繪、石山寬、 清水勝祐、橋本純一、 西道拓哉、藤田正幸、 池田步、森田實、 松村康功、細田沙織、 伊藤悠太                                                          | 松岡謙治、 、 西尾淳之介、          | 9月16日       |

## 備註
1. ↑  動畫版聲優，沿用《萊莎的鍊金工房2》、《萊莎的鍊金工房3》之聲優。
2. ↑  動畫版聲優。

## 外部連結
- 官方网站：日文、中文
- 萊莎的鍊金工房 ～常闇女王與秘密藏身處～ （页面存档备份，存于） - Comic Walker（日語）
- 電視動畫《萊莎的鍊金工房 ～常闇女王與秘密藏身處～》官方網站（日語）
- 電視動畫《萊莎的鍊金工房》的X（前Twitter）（日語）